# Svensk pop (radiostation)
Svensk Pop är en radiokanal som alltid spelar musik på svenska. 
Stationen är en kommersiell station men har nästan ingen reklam. De har i stället sponsorer som sponsrar att det är reklamfritt. Enligt ägaren Bauer Media är det ett test av koncept för framtiden. 
Radiostationen fanns till 2023 på FM i Stockholm men finns numera enbart i appen Radioplay och via DAB+ och saknar programledare. Nostalgi ersatte Svensk Pop på FM-bandet den 6 februari 2023.  

## Tidigare programledare på Svensk pop
- Ida Matsson
- Peter Miljateig
- Josefin Crafoord
- Janne Innanfors
- Andreas Carlsson